# Argañín
Argañín est une commune espagnole de la province de Zamora située dans la communauté autonome de Castille-et-León.